# The Program (film 2015)
The Program è un film del 2015 diretto da Stephen Frears.
Pellicola biografica sulla vita del ciclista Lance Armstrong

## Trama
Il film ripercorre la vita del ciclista statunitense Lance Armstrong, dalla lotta contro il cancro ai molteplici successi sportivi, giungendo infine all'ammissione del massiccio e costante uso di doping.

## Produzione
Il film si basa sul libro biografico Seven Deadly Sins: My Pursuit of Lance Armstrong del giornalista David Walsh. Ben Foster interpreta Armstrong, mentre Chris O'Dowd interpreta Walsh. Del cast fanno parte anche Lee Pace, Jesse Plemons, Guillaume Canet e Dustin Hoffman.
Le riprese del film sono iniziate nell'ottobre 2013, prima con il titolo di lavorazione Untitled Lance Armstrong Biopic poi cambiato nel provvisorio Icon.

## Distribuzione
Il film è stato presentato in anteprima al Toronto International Film Festival il 13 settembre 2015. È stato poi distribuito nelle sale cinematografiche francesi il 16 settembre 2015, mentre in quelle italiane l'8 ottobre 2015.